# Amegilla himalajensis
Amegilla himalajensis är en biart som först beskrevs av Radoszkowski 1882.  Amegilla himalajensis ingår i släktet Amegilla och familjen långtungebin. Inga underarter finns listade i Catalogue of Life.